# Invasion des îles Malouines
Opération Rosario
Guerre des Malouines
Batailles
- Invasion argentine
- Géorgie du Sud
- Occupation (en)
- Paraquet
- Black Buck
- ARA General Belgrano
- ARA Alferez Sobral
- HMS Sheffield
- Île Pebble
- Mikado
- Sutton
- San Carlos
- HMS Ardent
- Seal Cove
- HMS Antelope
- Atlantic Conveyor
- HMS Coventry
- Goose Green
- Mount Kent
- Top Malo House
- Gazelle XX377
- Bluff Cove
- Many Branch Point
- Mount Harriet
- Two Sisters
- HMS Glamorgan
- Mount Longdon (en)
- Wireless Ridge (en)
- Mount Tumbledown (en)
- Port Stanley
- Île Thulé

Le 2 avril 1982, les forces armées argentines lancent l’invasion des îles Malouines, marquant le début de la guerre des Malouines.
Les Argentins montent une opération amphibie connue sous le nom d’opération Rosario, qui prévoit l'invasion des îles Malouines et s'achève par la reddition du gouverneur britannique à Government House.

## Défense
Le gouverneur Rex Hunt est informé par le gouvernement britannique d'une possible invasion argentine le 1er avril 1982. À 15 h 30 le même jour, il reçoit un télégramme du Foreign and Commonwealth Office indiquant :

« Nous avons des preuves apparemment fiables qu'une force d'intervention argentine pourrait se rassembler demain à l'aube au large de Stanley. Vous souhaiterez prendre vos dispositions en conséquence,. »

### Forces impliquées
Le gouverneur convoque deux officiers supérieurs des Royal Marines du Naval Party 8901 à Government House à Port Stanley pour discuter des options envisageables pour défendre les Malouines. Il déclare durant cette réunion : « On dirait que ces bougres ne font pas semblant,. »
Le Major Mike Norman reçoit le commandement général des Royal Marines, étant l'officier le plus gradé, alors que le Major Gary Noott est nommé conseiller militaire du gouverneur Hunt. Les forces britanniques comptent 68 Royal Marines et 11 marins de la Royal Navy, ce qui est davantage qu'à l'ordinaire car la garnison en place dans les îles Malouines est en train d'être relevée : une partie des troupes s'apprêtait donc à quitter les Malouines au moment de l'invasion.
Ce nombre chute à 57 hommes après l'embarquement de 22 Royal Marines à bord du navire de surveillance antarctique HMS Endurance pour observer les soldats argentins basés en Géorgie du Sud. La Royal Navy, de son côté, affirme que 85 marines sont alors présents à Port Stanley.
Les Britanniques peuvent également compter sur au moins 25 membres de la Force de défense des Îles Malouines (FIDF). Graham Bound, un habitant des îles qui vécut sous l'occupation argentine, rapporte dans son ouvrage Falkland Islanders At War que jusqu'à environ 40 membres (anciens et actuels) des FIDF se portent volontaires pour le service à Drill Hall. Leur officier supérieur, le major Phil Summers, charge ces miliciens volontaires de garder les installations vitales telles que le commutateur téléphonique, la station radio et la centrale électrique. Jack Sollis, capitaine du navire côtier civil Forrest, met son bateau à disposition comme une station d'écran radar improvisée au large de Port Stanley. Deux autres civils, l'ancien Royal Marine Jim Alister et le citoyen canadien Bill Curtiss, proposent leurs services au gouverneur.

## OpérationRosario
L'opération amphibie argentine débute tard dans la soirée du jeudi 1er avril, lorsque le destroyer ARA Santisima Trinidad  débarque des forces spéciales navales au sud de Port Stanley. Le gros des forces argentines débarque quelques heures plus tard dans des navires de guerre amphibies de l'ARA Cabo San Antonio (en) près de l'aéroport, sur une plage sécurisée au préalable par des nageurs de combat du sous-marin ARA Santa Fe (en).
L'opération avait été baptisée « opération Azul » (littéralement « Bleue ») pendant la phase de planification, mais elle est finalement renommée « opération Rosario » (rosaire).

### ARASanta Fe
La première phase de l'Opération Rosario est la reconnaissance de Port William par le sous-marin ARA Santa Fe et le débarquement des 14 membres du groupement de plongeurs tactiques près du cap Pembroke, parmi lesquels le commandant de cette unité d'élite, la capitaine Cufré. La mission de reconnaissance débute dès le 31 mars, lorsque le chalutier Forrest est localisé à travers le périscope à 22 h 0 au large de Port Stanley. Le lendemain, le Santa Fe apprend que les autorités britanniques à Port Stanley étaient informées des plans argentins, un changement de plan était donc nécessaire. Au lieu de débarquer sur Pembroke, les commandos prendraient initialement une plage à proximité de Menguera Point, au sud de l'île Kidney,.
Ils quittent l'ARA Santa Fe à 13 h 40. Depuis la plage, les forces spéciales se dirigent vers la péninsule Pembroke en Zodiacs. Ils atteignent Yorke Bay à 4 h 30 le 2 avril. Après avoir installé des balises pour le débarquement principal, ils prennent la piste d'atterrissage et le phare sans résistance. Les sources argentines affirment que les commandos capturent quelques prisonniers. Cette équipe recevra par la suite la tâche de rassembler et garder à vue les Royal Marines après la capitulation britannique,.

### Attaque sur les baraquements de Moody Brook
Dans la nuit du 1er au 2 avril 1982, le destroyer ARA Santísima Trinidad se positionne à 500 mètres au large de Mullet Creek et met à l'eau 21 bateaux semi-rigides Gemini. Ils embarquent 84 membres des forces spéciales argentines du Lieutenant-commandant Guillermo Sánchez-Sabarots 1er groupe de commandos amphibies et une petite équipe sous les ordres du lieutenant-commandant Pedro Giachino, qui était normalement le commandant-en-second 1er bataillon d'infanterie de marine, qui devait capturer Government House. Le contre-amiral argentin Jorge Allara, au moyen d'un message radio envoyé depuis l'ARA Santisima Trinidad, demande à Rex Hunt de se rendre sans combattre, mais la proposition est rejetée.
L'équipe de Giachino avait la distance la plus courte à parcourir (deux miles et demi en direction du nord) alors que les baraquements de Moody Brook (en) (où vivaient les troupes britanniques), la destination du gros des troupes argentines, se trouvait à six miles, à travers un terrain accidenté. Dans The Argentine Fight for the Falklands, le Lieutenant-commandant Sánchez-Sabarots, décrit la progression des Argentins dans l'obscurité :

« C'était une belle nuit, avec la lune, mais les nuages couvraient la lune la plupart du temps. Il était très difficile de progresser avec nos lourdes charges ; ce travail était pénible. Nous nous sommes finalement divisés en trois groupes. Nous n'avions qu'une seule paire de jumelles de vision nocturne ; l'homme de tête, le lieutenant Arias les portait. Un des groupes a été séparé lorsqu'un véhicule est venu le long de la piste que nous avions dû traverser. Nous avons pensé qu'il s'agissait d'une patrouille militaire. Un autre groupe a perdu le contact et la troisième séparation a été provoquée par quelqu'un progressant trop vite. Cela a provoqué la chute de mon commandant-en-second, le lieutenant Bardi. Il s'est fêlé la cheville et a dû être laissé avec un homme pour l'aider. Nous sommes parvenus à Moody Brook vers 5 h 30, juste à la limite de l'heure prévue, mais sans disposer de la reconnaissance d'une heure que nous avions espérée,. »

Les marines argentin supposent que les baraquements de Moody Brook abritaient les Royal Marines endormis. Les baraquements étaient silencieux, bien qu'une lumière ait été allumée dans le bureau du commandant des Royal Marine. Aucun sentinelle n'est aperçue et la nuit était silencieuse, à l'exception de cris d'animaux occasionnels. Le Lieutenant-commandant Sánchez-Sabarots ne pouvait entendre aucun mouvement ni à Government House, ni sur les plages de débarquement distantes ; néanmoins, il ordonne à ses hommes de lancer l'assault. Le Lieutenant-commandant Sánchez-Sabarots continue son récit :

« Il faisait encore complètement sombre. Nous allions utiliser du gaz lacrymogène pour forcer les Britanniques à sortir des bâtiments et les capturer. Nos ordres étaient de ne pas causer de pertes, si possible. Il s'agissait de la mission la plus difficile de ma carrière. Tout notre entraînement des commandos était de combattre de manière agressive et d'infliger un maximum de pertes à l'ennemi. Nous avons entourés les casernes avec les équipes de mitrailleuses, ne laissant qu'une seule voie d'évacuation le long de la péninsule au nord de Port Stanley. Toute personne qui ne serait parvenue à sortir n'aurait pas été en mesure d'atteindre la ville et de venir renforcer les Britanniques qui se trouvaient là-bas. Ensuite, nous avons jeté des grenades de gaz dans chaque bâtiment. Il n'y eut aucune réaction ; les casernes étaient vides,. »

Le bruit des grenades alerte le Major Norman sur la présence des Argentins sur l'île, et il retourna donc à Government House. Réalisant que l'attaque provenait de Moody Brook, il ordonne à toutes les sections de converger vers Government House pour permettre à la défense d'être centralisée.
Bien qu'il n'y ait pas eu de Royal Marines témoin de l'assaut, les descriptions britanniques ultérieures sur l'état de la caserne de Moody Brook contredisent la version argentine des événements. Après les combats, certains Royal Marines ont été autorisés à retourner dans les baraquements pour récupérer des effets personnels. Le major Norman décrit les murs comme étant criblés de balles de mitrailleuse et portant des marques de grenades au phosphore blanc — « une opération de nettoyage en règle ». Les Argentins maintiennent que les casernes ont été détruites dans une attaque aérienne le 12 juin qui a tué trois conscrits et blessé le Major José Rodolfo Banetta,,.

### Débarquement amphibie dans Yorke Bay

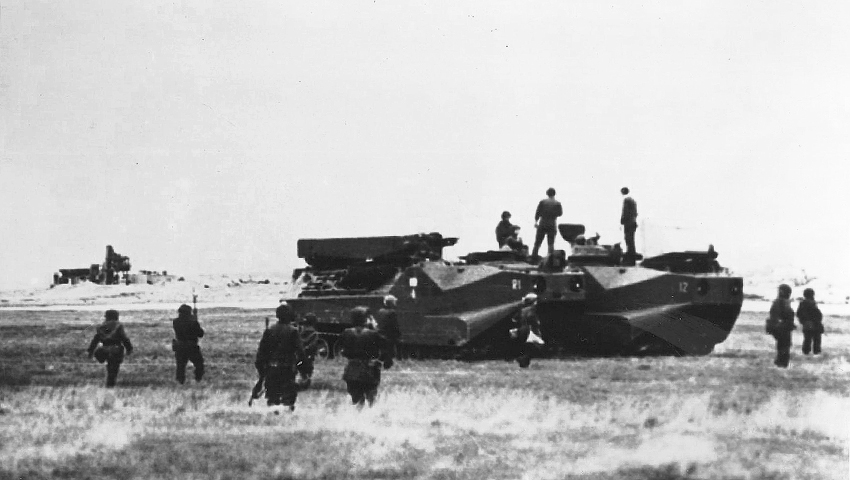
Des LVTP-7 de l'infanterie de marine argentine aux Malouines le 2 avril 1982.

Des combats plus intenses avaient lieu à l'est de Port Stanley. Vingt blindés amphibies à chenilles LVTP-7A1, de construction américaine, appartenant au 1er bataillon de véhicules amphibies du Lieutenant-Commander Guillermo Cazzaniga et transportant les compagnies D et E du 2e bataillon d'infanterie de Marine (BIM-2), basé à Puerto Belgrano, avaient été débarqués depuis l'ARA Cabo San Antonio à Yorke Bay et étaient observés par une section des Royal Marines sous le commandement du Lieutenant Bill Trollope.
La colonne blindée remonte Airport Road en direction de Port Stanley, avec trois Amtracs (no  05, 07 et 19) à l'avant-garde, et, à proximité de la Station de recherche ionosphérique, à exactement 7 h 15, est attaquée par une section des Royal Marines avec des obus anti-chars et des mitrailleuses. Le rapport officiel du Lieutenant-commandant Hugo Santillán, rédigé après la bataille indique :

« Nous étions sur le dernier tronçon de la route dans Port Stanley. Une mitrailleuse s'est mise à tirer depuis l'une des trois maisons blanches à environ 500 mètres et a frappé l'Amtrac de droite. Le feu était très précis. Puis il y a eu quelques tirs au lance-roquettes, mais ils étaient imprécis, tombant loin de nous. Nous avons suivi notre procédure opérationnelle standard et avons pris des mesures d'évitement. Le Amtrac sur la droite a riposté et s'est mis à couvert dans une petite dépression. Une fois hors de danger, j'ai dit aux trois véhicules de débarquer leurs hommes. J'ai ordonné à l'équipage de tirer une charge creuse avec le canon sans recul sur le faîte du toit de la maison où la mitrailleuse se trouvait, pour provoquer un bang mais pas une explosion. Nous suivions toujours les ordres de ne pas infliger des pertes. Le premier tir était trop court d'environ une centaine de mètres mais le second frappe le toit. Les troupes britanniques ont alors jeté une grenade fumigène violette ; je pensais qu'il s'agissait de leur signal signifiant de se retirer. Ils avaient cessé de tirer, alors le commandant Weinstabl a commencé le mouvement des deux compagnies autour de la position. Quelques tirailleurs ont alors recommencé à tirer depuis l'une des maisons ; ce qui était très inconfortable. Je ne pouvais pas connaître leur localisation, mais l'un de mes autres Amtracs le pouvait et a demandé l'autorisation d'ouvrir le feu avec un mortier qu'il avait. Je l'ai autorisé, mais seulement pour trois tirs et seulement en direction des toits des maisons. Deux projectiles sont tombés trop court, mais le troisième coup a touché le centre du toit ; c'était incroyable. Les Britanniques ont alors cessé de tirer,. »

L'Amtrac sur la droite manœuvre pour sortir de la route et se réfugie dans une petite dépression et, dans le même temps, il débarque les Marines à couvert. Cela laisse les Royal Marines penser que le soldat Mark Gibbs avait marqué un coup direct sur le poste passager du véhicule blindé de transport de troupes.
Le lieutenant Bill Trollope, avec la section no 2, décrit le combat :

« Six véhicules blindés de transport commencent à avancer à pleine vitesse en bas d'Airport Road. Le premier APC est pris pour cible à une distance d'environ 200 à 250 mètres. Les trois premiers missiles, deux de 84 mm et un de 66 mm, ratent leur objectif. Par la suite un missile de 66 mm tiré par le Marine Gibbs, frappe l'habitacle et un missile de 84 mm tiré par les Marines [George] Brown et [Danny] Betts frappe l'avant. Les deux munitions explosent mais aucun feu ne se déclare dans le véhicule. Les cinq APC restantes qui étaient à environ 600 à 700 mètres déploient leurs troupes et ouvrent le feu. Nous les avons engagées avec une GPMG, un SLR et fusil de sniper [celui du sergent Berger] pendant environ une minute avant de lancer une grenade fumigène au phosphore blanc et de reculer en rampant pour nous mettre à couvert dans les jardins. Le feu ennemi était assez nourri à ce stade, mais plutôt imprécis,. »

Le lieutenant Trollope et ses hommes se retirent dans Davis Street, courant derrière les maisons avec des Marines argentins à leur poursuite, se mettent à couvert et commencent à tirer en direction de la route lorsqu'il devient évident qu'il ne pourraient rejoindre Government House.
Le caporal 'Lou' Armour, commandant la '1 Section', était positionné à Hookers Point lorsque débute l'invasion. Peu après l'attaque sur Moody Brook, il reçoit l'ordre de se replier sur Government House, rejoignant la section du caporal David Carr en chemin.

« Les marines, désormais au nombre de seize, décident d'essayer de se frayer un chemin à l'arrière de la crête où les Argentins étaient positionnés, puis de charger jusqu'à Government House, espérant prendre l'ennemi par surprise. Cependant, alors qu'ils se déplaçaient à travers les abords de la ville, ils essuyaient des tirs à chaque coin de rue, des tirs si intenses qu'ils finissent par abandonner leur plan,. »

Les deux sections se mettant à la recherche des hommes du lieutenant Trollope, le caporal Armour décide de tenter une dernière fois de rejoindre Government House. Utilisant les tirs et la manœuvre pour traverser le terrain de football, ils rampent le long d'une haie menant aux jardins de Government House où, après s'être fait tirer dessus aussi bien par les assaillants que par les défenseurs, ils parviennent à rentrer dans le bâtiment en passant par les cuisines. Le caporal Armour explique :

« '1 Section' manœuvre vers la route en direction du bois où nous savions que Government House se trouvait. Le mouvement était lent car nous avons dû ramper jusqu'à ce que nous arrivions à la haie. Il faisait maintenant plein jour. De là, la section a tiré et manœuvré derrière l'infirmerie et à travers le terrain de football jusqu'à ce que nous atteignons une haie. J'ai demandé au Marine Parker de crier, « Royal Marines ! » alors que nous approchions de la maison. Nous avons finalement été entendus par le caporal Pares, qui nous a indiqué où était l'ennemi. La section, couverte par le caporal Pares, se précipita alors à l'intérieur de la maison où nous avons été déployés à l'étage par le major Noott,. »

### Bataille de Government House et reddition
Situé sur une petite colline au sud de Government House, le lieutenant-commandant Pedro Giachino fait face à la difficulté de capturer cet objectif important sans radio et avec une force de seulement seize hommes. Il scinde ses hommes en petits groupes, en en positionnant un de chaque côté de la maison et un à l'arrière. Sans qu'ils ne le sachent, la résidence du gouverneur était le principal point de concentration de Royal Marines, qui étaient deux fois plus nombreux que les commandos argentins.
La première attaque contre ce bâtiment débute à 6 h 30, à peine une heure avant le débarquement amphibie de Yorke Bay, lorsqu'une section de Giachino, conduite par le Lieutenant Gustavo Lugo, commence à échanger des tirs avec les troupes britanniques à l'intérieur de la maison.
Dans le même temps, Giachino lui-même et quatre de ses hommes entrent par l'annexe des servants, pensant qu'il s'agissait de l'entrée arrière de la résidence. Trois Royal Marines, les caporaux Mick Sellen et Fleet et le Marine Harry Dorey, qui avaient été positionnés pour couvrir l'annexe, repoussent la première attaque. Giachino est touché immédiatement alors qu'il passe la porte, tandis que le Lieutenant Diego Garcia Quiroga est touché au bras. Les trois autres se retirent en direction de l'annexe des servants.
Giachino n'est pas tué, mais grièvement blessé. Un médecin militaire argentin, le caporal Ernesto Urbina, tente de lui porter secours mais il est blessé par une grenade. Giachino, voyant ce qui était arrivé, tire la goupille d'une grenade à main et menace de l'utiliser. Les Royal Marines tentent alors de persuader l'officier argentin de se débarrasser de la grenade afin qu'ils puissent lui prodiguer des soins, mais ce dernier refuse, les empêchant d'atteindre sa position. Après la reddition des forces britanniques à Government House, trois heures plus tard, Giachino est emmené à l'hôpital de Port Stanley où il décède en raison de la perte de sang massive.

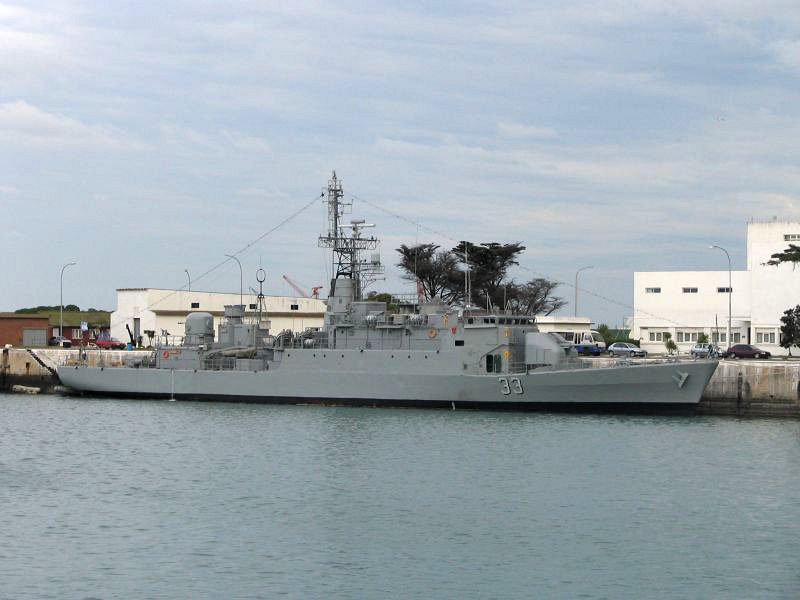
La corvette ARA Granville

Dans le bureau du gouverneur, le Major Norman reçoit un rapport radio de la section du caporal York, qui était positionné sur la péninsule Camber, chargée d'observer tout navire argentin entrant dans Stanley Harbour. Le caporal rapporte la présence de trois cibles potentielles en vue et demande laquelle il devait engager en premier. « Quelles sont les cibles? » demande le Major. « La première cible est un porte-avion, la deuxième cible est un croiseur… », la communication est alors interrompue.
Le caporal York décide de se replier avec se section et procède au dispositif piège de leur canon sans recul Carl Gustav M2, avant de regagner leurs bateaux d'assaut semi-rigide Gemini et de ramer en direction du nord à travers Port William. Par la suite, York affirmera que lui et ses hommes avaient été pris en chasse par un destroyer argentin (il s'agit de la corvette ARA Granville selon les sources argentines). Les Gemini parviennent à atteindre un navire polonais et à se dissimuler sous son ombre. Ils attendent patiemment que l'ennemi se soit éloigné avant de regagner la rive et de débarquer sur une petite plage.
De retour à Government House, la pression imposée par les commandos argentins se poursuit sans relâche. Ces derniers utilisent des grenades assourdissantes et leurs changements de positions de tir continus pendant la bataille laisse penser aux Royal Marines à l'intérieur qu'ils étaient confrontés à une compagnie de fusiliers marins et étaient en infériorité numérique, sans espoir de victoire. En réalité, après l'échec de la de Giachino à pénétrer dans la résidence, les Britanniques n'étaient entourés que d'une douzaine de troupes d'élite. Ces hommes étaient placés sous les ordres du lieutenant Lugo, le commandant-en-second de Giachino. Les Land Rover utilisés par les Royal Marines sont détruits par des tirs d'arme automatique des commandos. Le Gouverneur Hunt appelle Patrick Watts par téléphone (celui-ci se trouve à la station radio, Radio Stanley) et lui dit qu'il pensait que la force attaquant la résidence était l'équivalent d'une compagnie renforcée :

« Nous ne bougeons pas ici, mais nous sommes cloués au sol. Nous ne pouvons pas bouger. (…) Ils doivent être 200 autour de nous maintenant. Ils nous ont tiré des grenades à fusil dessus ; je pense qu'ils doivent avoir des mortiers, je ne sais pas. Ils sont arrivés très rapidement et très près, avant de se retirer. Peut-être qu'ils attendent jusqu'à ce que le APC [Amtracs] arrivent et qu'ils pensent qu'ils éviterons ainsi de perdre des hommes,,,. »

Les caporaux Geordie Gill et Terry Pares, tous deux snipers, affirment en effet avoir abattu plusieurs Argentins en leur tirant à travers la poitrine et la tête alors qu'ils tentaient de se disperser le long de la colline surplombant Government House :

« Nous avons neutralisé un certain nombre d'Argentins alors qu'ils approchaient et j'en ai eu deux dans mon champ de vision et j'ai fait en sorte qu'ils soient mis hors-jeu. Il a été estimé initialement que nous en avions tué cinq et blessé dix-sept, mais nous ne comptions que les corps que nous avons vu chuter en face de nous,. »

Selon les estimations du Major Norman, les caporaux Pares et Gills ont tué ou blessé au moins cinq membres des forces spéciales argentines :

« Corporals Pares and Gill, were doing an excellent job. Gill would look through his sniper scope and tell Pares where the enemy were and Pares would fire ten rounds rapid, and as soon as that got them on the move, Gill would take them out with the sniper rifle. They took out four or five this way and all the time they were giving the rest of us a running commentary. »

Finalement, Hunt décide d'entrer en pourparlers avec les commandants argentins aux alentours de 8 h 0. La liaison est établie par l'intermédiaire du vice-commodore Hector Gilobert, le responsable dans l'archipel de Líneas Aéreas del Estado, la compagnie aérienne publique argentine. Gilobert et un représentant du gouverneur se rendent aux quartier-général argentin arborant un drapeau blanc. Un cessez-le-feu entre en vigueur de facto à partir de ce moment qui ne sera violé qu'occasionnellement par tirs d'armes légères.
L'envoyé du gouverneur atteint le poste de commandement argentin à la mairie de Port Stanley. Le commandant argentin accepte l'offre britannique d'un rendez-vous avec Hunt dans ses bureaux.
Alors que les négociations étaient toujours en cours, un autre incident a eu lieu à l'intérieur de la résidence du gouverneur. Trois plongeurs tactiques argentins qui avaient survécu à la première escarmouche autour du bâtiment signalent par inadvertance leur présence au Major Noott, alors qu'ils se préparaient à quitter leur cachette. Le Major tire avec son pistolet mitrailleur Sterling dans le plafond de la chambre du personnel. Selon les rapports britanniques, surpris les commandos descendent dans les escaliers, déposant leurs armes au sol. Cela fait d'eux les premiers prisonniers de guerre argentins de la guerre des Malouines, bien qu'à ce moment-là le Gouverneur Hunt ait déjà été en contact avec des responsables argentins pour négocier les termes de la reddition.
La version du commandant des nageurs de combat, le Lieutenant-commandant Alfredo Raúl Cufré, qui se trouvait alors à l'aéroport de Port Stanley, est que les trois nageurs de combat ont gardé leur position de combat jusqu'à la fin des hostilités.
L'amiral Carlos Büsser, commandant-en-chef de l'opération, déclare qu'un cessez-le-feu était déjà en place lorsque les trois commandos, après avoir réalisé que la bataille tirait à sa fin et que toute perte de vie humaine serait futile, avaient déposé leurs armes aux Marines afin d'aider les blessés. Quelques minutes après cet événement, Government House capitule.
Pendant ce temps là, les Royal Marines à l'intérieur de Government House voient que les Amtracs qui s'approchaient avaient été pris à partie un peu plus tôt par la section du lieutenant Trollope. Les véhicules avancent en direction de Moody Brook pour faire les liens avec les forces de Sánchez-Sabarots. Ses commandos amphibies progressaient lentement le long de la route pour renforcer leurs collègues assiégeant Government House après avoir fait quelques prisonniers près de l'hippodrome,. Le Major Norman avait informé plus tôt le Gouverneur Hunt que les Royal Marines et le gouverneur pouvaient sortir de la résidence et mettre en place un « siège du gouvernement » ailleurs, mais quand il a finalement rencontré le commandant en chef des opérations argentines, l'amiral Carlos Büsser, il accepte de se rendre avec ses troupes face à des forces argentines désormais bien plus nombreuses à 9 h 30. Hunt révélera par la suite à Londres que les défenseurs avaient tiré 6 000 munitions au cours des combats autour de Government House et ailleurs sur l'archipel.
Après la reddition, les Royal Marines et les membres de la FIDF sont ensuite parqués sur les terrains de sport. Des photographies et des films sont prises montrant les prisonniers britanniques face contre terre. Ces clichés, probablement destinés à démontrer l'absence de victimes britanniques, se retournent contre leurs auteurs : les images galvanisent l'opinion publique britannique quand elles sont diffusées à la télévision et provoquent un rejet massif de l'invasion argentine. La section du caporal Armour avait combattu au deuxième étage de Government House et ses membres avaient été faits prisonniers : 

« Il y avait trois blessés allongés dans le jardin de Government House. Vous pensez alors : dans quelle humeur vont-ils être lorsque leurs oppos seront abattus? Lorsque nous étions allongés, je me suis senti un peu humilié, mais également inquiet de ce qui allait se passer ensuite. Un des officiers argentins est venu et effectivement frappé l'un des gardes et nous a dit de nous lever. Nous nous sommes levés, il m'a serré la main et celles de quelques autres gars et a dit que nous ne devrions pas être allongés, que nous devrions être fiers de ce que nous avions fait,. »

Peu après, les Royal Marines sont emmenés à bord d'un avion de transport C-130 Hercules à Comodoro Rivadavia, puis en Uruguay avant d'être renvoyés au Royaume-Uni. Les membres de la FIDF ne sont pas envoyés en Argentine avec les membres de la NP 8901 ; ils sont désarmés et renvoyés dans leurs foyers. Alors que les Royal Marines étaient transférés à Montevideo, l'un d'entre eux a dit à un garde argentin « ne vous installez pas trop confortablement ici, mon gars, nous serons de retour, »
La section du caporal York était restée à l'écart des combats. Le 4 avril, ses hommes atteignent une cabane de berger isolée détenue par une Mme Watson. York ne dispose pas de radio, et, en raison d'inquiétudes quant à d'éventuelles victimes civiles, il choisit de se rendre aux forces argentines. Ils donnent leur position à l'armée argentine en utilisant la radio d'un insulaire, et de York ordonne ensuite à ses hommes de détruire puis d'enterrer leurs armes.
À Buenos Aires, en apprenant la nouvelle, une immense foule agitant des drapeaux envahit la place de Mai. Les pertes argentines lors de l'opération sont alors de un mort et trois blessés. À Londres, où la nouvelle est connue à partir de sources argentines, le gouvernement se trouve dans un état de choc. La crise pousse le Secrétaire d'État des Affaires étrangères et du Commonwealth, Lord Carrington à la démission.

### Invasion de la Géorgie du Sud
Le lendemain 3 avril, les forces argentines capturent le chapelet d'îles de la Géorgie du Sud (Operación Georgias), à 1 350 km à l'est des Malouines. Au cours de l'invasion, les Argentins déplorent le mort d'un marin de la corvette ARA Guerrico et de deux marines (le caporal Patricio Guanca et les conscrits Mario Almonacid et Jorge Aguila). Un Royal Marine britannique est blessé dans un échange de feu avec les troupes argentines. Les Britanniques finissent par se rendre lorsque leur position est prise pour cible par la canon de 100 mm du Guerrico.

## Informer Londres
À 16 h 30 le 2 avril 1982, l'opérateur télex du gouverneur a cette conversation avec un opérateur du Ministère de la Défense à Londres, annonçant que les îles étaient sous contrôle argentin.

## Chronologie de l'opération

Opération Rosario

La chronologie de l'opération est la suivante :
- A. 1er avril 21 h 30 – Le destroyer de Type 42 ARA Santisima Trinidad  commence à embarquer des commandos de marine du Groupe de commandos amphibies (en) dans 21 petits bateaux à moteur gonflables. Ces derniers partent en direction de Mullet Creek mais naviguent trop loin au nord et sont pris dans des bancs de varech, qui cause des problèmes aux embarcations. Ils décident de se diriger vers la plage la plus proche, à proximité de Lake Point.
- B. 1er avril 23 h 0 – Le premier groupe de 84 hommes débarquent sur une plage (sans nom) à Lake Point. Le groupe se divise en deux : un petit groupe commandé par le Lieutenant-commandant Giachino qui se dirige vers Government House, et un groupe plus important commandé par le Lieutenant-commandant Sabarots qui se dirige vers les baraquements de Moody Brook.
- C. 2 avril 4 h 30 – Une petite équipe d'éclaireurs du Groupement de plongeurs tactiques est débarqué inaperçus depuis le sous-marin ARA Santa Fe (en) près de Yorke Bay.
- D. 2 avril 5 h 30 – Les forces d Lieutenant-commandant Sabarots atteignent et entourent les baraquements. Ils lancent des grenades lacrymogènes à l'intérieur des bâtiments et attaquent avec des tirs d'armes lourdes. Ils trouvent des bâtiments déserts.
- E. 2 avril 6 h 0 – 20 Amtracs FMC et plusieurs véhicules LARC-V (en) débarquent dans Yorke Bay depuis le LST ARA Cabo San Antonio (en). La force se divise en 3 groupes :
  - Une avant-garde composée de quatre Amtracs (l'un d'entre eux transportant une section de l'Armée argentine) ;
  - La force principale de 14 Amtracs ;
  - Le commandant-en-second, un Amtrac de secours et les véhicules LARC.
- F. 2 avril 6 h 30 – Les premiers Amtracs ne rencontrent pas de résistance. La section de l'Armée argentine sécurise l'aéroport déserté, celui-ci avait préalablement été pris par les nageurs tactiques.
- G. 2 avril 6 h 30 – Une force argentine de 16 commandos de marine atteint Government House, où ils sont stoppés par 31 Royal Marines, 11 personnels de la Royal Navy et un civil. Trois soldats argentins sont blessés, parmi lesquels le commandant de la section, le Lieutenant-commandant Giachino, qui décèdera de ses blessures. Trois autres seront capturés par la suite à l'intérieur de la résidence, bien qu'à cette heure (vers 8 h 0) des discussions avec les Argentins à propos de la reddition avait déjà débuté.
- H. 2 avril 7 h 15 – N'ayant rencontré aucune résistance, les Amtracs argentins avancent dans Port Stanley, où ils sont pris en embuscade depuis une maison à environ 500 mètres de la route. Les Royal Marines font usage de roquettes et d'armes automatiques. Les Royal Marines sont finalement contraints de se replier sur Government House. Un des Amtracs est endommagé par les tirs de mitrailleuse et un Argentin reçoit une blessure mineure.
- I. 2 avril 8 h 30 – Les forces argentines et leurs Amtracs sécurisent Port Stanley.
- J. La 25e section du régiment du Lieutenant-colonel Seineldín commencent à nettoyer les pistes d'atterrissage de l'aéroport, alors que les nageurs tactiques sécurisent l'aéroport et prennent le phare.

## Réaction des Nations unies
Le 3 avril 1982, le Conseil de sécurité des Nations unies — comprenant les membres permanent du conseil de sécurité des Nations unies et les dix membres élus (Pologne, Espagne, Irlande, Panama, Guyana, Japon, Jordanie, Ouganda, Zaïre et Togo) — prend la Résolution 502 (en) demandant le retrait immédiat de toutes les forces argentines des îles et appelle les gouvernements de l'Argentine et du Royaume-Uni à trouver une solution diplomatique à cette situation et à s'abstenir de toute action militaire supplémentaire. Le Panama vote contre cette résolution ; la Chine, la Pologne, l'Espagne et l'Union soviétique s'abstiennent. Les 10 membres restant votent pour la résolution.

### Sources et bibliographie
- (en) Sir Lawrence Freedman, Official History of the Falklands Campaign (2 vols.), Routledge, 2005, 859 p. (ISBN 978-0-415-41911-6)
- (en) Duncan Anderson, The Falklands War 1982, Osprey Publisher, coll. « Essential Histories », 2002, 96 p. (ISBN 1-84176-422-1)
- (en) Martin Middlebrook, The Fight For The Malvinas : The Argentine Forces In The Falklands War, Viking, 1989, 321 p. (ISBN 0-14-010767-3)
- (en) Insight Team Sunday Times, « War in the Falklands : the Full Story », The Sunday Times,‎ 1982 (ISBN 0-06-015082-3)
- (en) Graham Bound, Falklands Islanders At War, Barnsley, Pen and Sword Books, 2002, 234 p. (ISBN 0-85052-836-4)
- (en) Martin Middlebrook, The Argentine Fight for the Falklands, Pen and Sword Books, 2003, 321 p. (ISBN 0-85052-978-6)
- (en) John Smith, 74 days : an islander's diary of the Falklands occupation, Century Publishing, 1984, 255 p. (ISBN 0-7126-0361-1)
- (en) Peter Way, The Falklands War in 14 parts, Marshall Cavendish, 1983
- (es) Carlos Busser, Operación Rosario (Informe oficial de la Marina Argentina), Editorial Atlántida, 1984, 422 p. (ISBN 950-08-0324-0)
- (es) Contre-amiral Horacio A. Mayorga, No Vencidos, Ed. Planeta, 1998 (ISBN 950-742-976-X)
- (es) Benigno Héctor Andrada, Guerra aérea en las Malvinas, Emecé editores, 1983, 274 p. (ISBN 978-950-04-0191-3)
- (es) Isidoro Ruiz Moreno, Comandos en acción, Emecé editores, 1987